# Dave Pirner
David Pirner est un musicien né le 16 avril 1964 à Green Bay dans le Wisconsin (États-Unis). Il est le chanteur du groupe de rock alternatif américain Soul Asylum.

## Débuts
Né dans le Wisconsin, Pirner s'est installé à Minneapolis, Minnesota, à l'âge de 17 ans. Musicien autodidacte, il apprend à jouer de la batterie, et fait partie d'un groupe punk nommé Loud Fast Rules.

## Soul Asylum
En 1983, le jeune musicien passe de la batterie à la guitare et devient chanteur de Soul Asylum. En 2006, le groupe existe toujours, ayant enregistré 10 albums studio, dont le plus récent, The Silver Lining, paru après un long hiatus de 8 ans.

## Carrière solo
Dave Pirner a un album solo, Faces & Names, lancé à l'été 2002.

## Autres contributions
Dave Pirner a collaboré avec différents artistes, tels Paul Westerberg des Replacements et Mike Watt.
En 1994, il a été chanteur, en compagnie de Greg Dulli des Afghan Whigs, du groupe Backbeat, un quintette reprenant les hits des Beatles, formé spécialement pour la bande sonore du film du même nom. Dave Grohl de Nirvana, Thurston Moore de Sonic Youth, Don Fleming de Gumball et Mike Mills de R.E.M. faisaient aussi partie de ce groupe.

## Cinéma
Pirner a composé la bande sonore du film Méprise multiple de Kevin Smith, en 1997. Smith a fait appel à Soul Asylum pour le film Clerks, les employés modèles en 1994, le groupe composant la pièce Can't Even Tell. En 2006, Smith utilisait la pièce Misery (de 1995) pour clore Clerks 2.
Il a fait un caméo dans le film Reality Bites en 1994.

## Vie personnelle
David Pirner a fréquenté l'actrice Winona Ryder pendant quelques années.
- Notices d'autorité :   - VIAF
  - ISNI
  - BnF (données)
  - LCCN
  - GND
  - Pologne
  - Tchéquie
  - WorldCat